# Grand Theft Auto Online
Grand Theft Auto Online (zkráceně též GTA Online) je videohra pro více hráčů a akční adventura z roku 2013, kterou vyvinulo studio Rockstar North a vydala společnost Rockstar Games. Hra je komponentou videohry Grand Theft Auto V. Odehrává se ve fiktivním světě zvaném San Andreas, jehož předlohou je oblast Jižní Kalifornie. Jde o open world videohru umožňující na jednom serveru hrát až třiceti hráčům najednou. Základním smyslem hry je plnění jednotlivých úkolů, ať už kooperativních či kompetitivních mezi hráči.
Hra byla vydána poprvé v říjnu 2013 pro konzole PlayStation 3 a Xbox 360, postupně vyšla i na další novější videoherní konzole.